# Seabrook, New Hampshire
Seabrook är en kommun (town) i Rockingham County i delstaten New Hampshire i USA med 8 693 invånare (2010). 

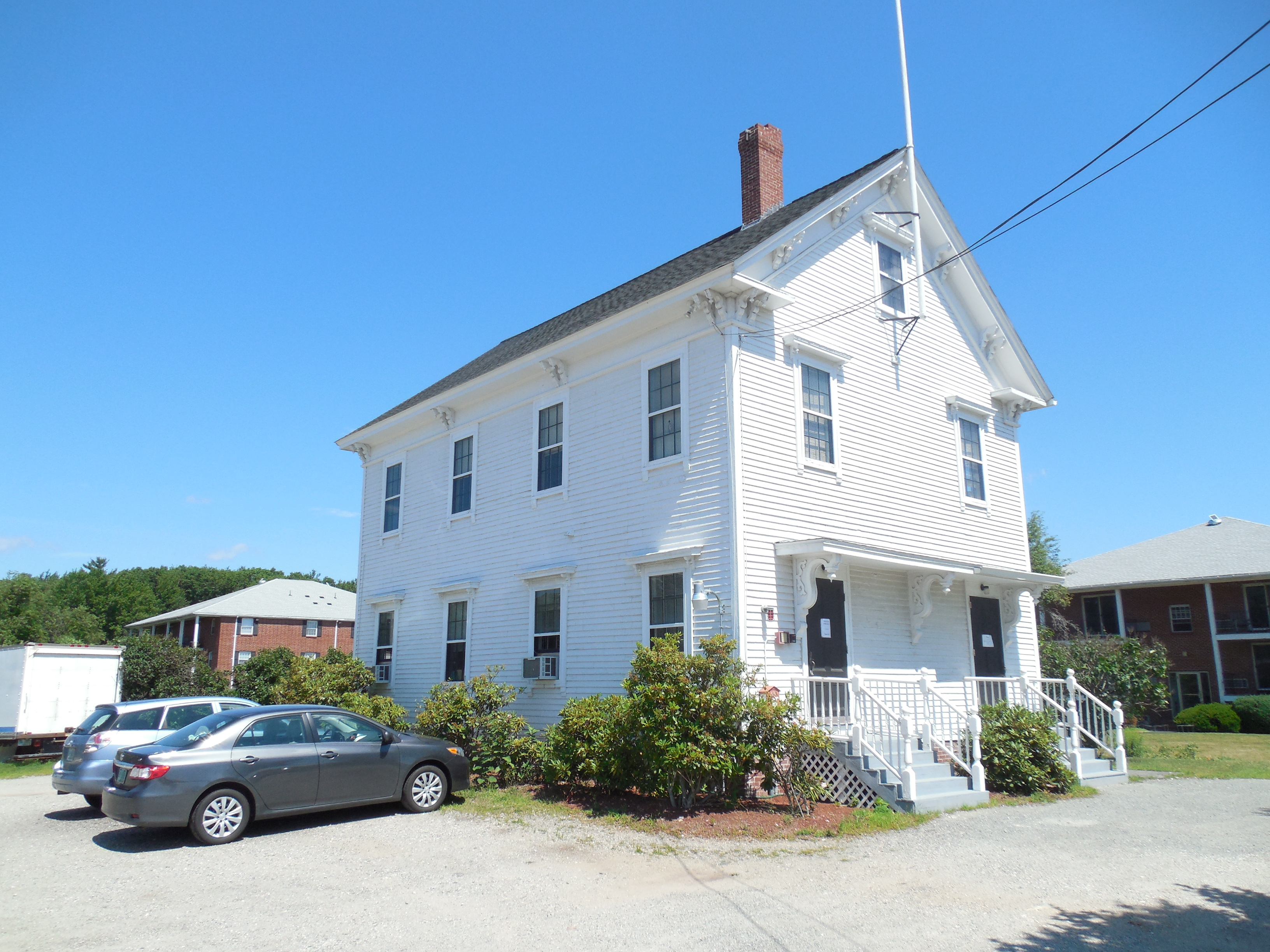